# Жигайловка (Белгородская область)
Жигайловка — село в Корочанском районе Белгородской области, административный центр Жигайловского сельского поселения.

## География
Находится в срединной части региона, в лесостепной зоне, в пределах Среднерусской возвышенности, в 15,7 км по прямой к юго-востоку от районного центра, города Корочи, в 48,4 км по прямой к северо-востоку от северо-восточных окраин города Белгорода, к югу от автодороги М2.

### Уличная сеть
В селе семь улиц: Холодная, Новая, Молодёжная, Базарская, Новосёловка, Лозовская, Сыроватская.

### Климат
Климат характеризуется как умеренно континентальный, с относительно мягкой зимой и тёплым продолжительным летом. Среднегодовая температура воздуха — 6 °C. Средняя температура воздуха самого холодного месяца (января) — −8,2 °C; самого тёплого месяца (июля) — 20,1 °C. Безморозный период длится 155 дней. Годовое количество атмосферных осадков составляет 452 мм, из которых 326 мм выпадает в период с апреля по октябрь. Снежный покров держится в течение 102 дней.

## История
В пору крепостного права хутор Жигайлов был собственностью княгини Мещерской.
Согласно описанию в переписи 1885 года, Булановской волости Новооскольского уезда хутор Жигайлов — это 160 дворов. Без земельного надела 3 двора (6 мужчин и 4 женщины). Выселившихся (с хутора) до 1879 года — 8 семей, с 1880 по 1885 года — 13 семей. Грамотных 30 мужчин и три «учащихся мальчика». Лошадей рабочих на хуторе 128, жеребят 45, коров 70, телят 81, овец 590, свиней 12. Пасечников 20, у них 107 ульев. Избы у 156 домохозяев, семь — «под глину». Мужиков, занимающихся местными промыслами — 69, отхожими — 107. На хуторе — восемь «промышленных заведений», кабак и торговая лавка.
В документах 1886 года встречается следующая зарисовка из жизни поселения:
«хутор Жигайлов, собственники. Земля находится в одном особняке, самые дальние загоны отстоят от деревни на 1 версту. Все три клина подходят к самым усадьбам. На распашной земле, по показаниям крестьян, находится три высоких и крутых бугра, которые препятствуют вывозке навоза в поле и более тщательной обработке земли. Кроме того, поле во многих местах изрезано провалами. Почва — наполовину чернозем, наполовину солонцеватая; кроме того, в двух клинах местами попадается красная глина. Подпочва состоит везде из красной и белой глины. Навоз в поле не вывозят… Сенокоса собственного нет, скот кормят соломой. Отапливаются навозом. Выпас для скота и в особенности для лошадей снимают в соседних экономиях за отработки… С 1878 года повелся обычай занимать всей общиной деньги для взноса податей за первое полугодие. Занимают у разных лиц: священников, купцов, крестьян; берут по 300—800 рублей, смотря по надобности; в год платят за это 36-72 %. В 1874 году заняли 370 рублей у купца Шепотенко на 4 месяца за 72 % годовых, в 1885 году заняли 400 рублей по 3 % в месяц, у булановского священника. Кроме того, из общего количества домохозяев только 16 человек, то есть 10 % не имеют частных долгов на стороне, остальные же все „позабрались“, кто на 20, кто на 50, а кто и на 70 рублей. Долги эти начались с неурожайного 1879 года, и с тех пор, по общим отзывам, не умаляются, а напротив растут. Крестьяне брали деньги на расписку, под залог хат и скота. У многих вследствие этого скот уже продан. Переселения начались с 1873 года, когда в первый раз выселилось 5 семей в Ставропольскую губернию. Затем в 1883 году туда же вышли 6 новых дворов. Всем им посчастливилось приписаться к местным обществам и получить достаточный надел, так что живут они теперь хорошо. При ограниченном наделе в 4,3 десятины на двор, крестьяне этой общины живут довольно бедно. Значительной поддержкой служат промыслы — косовица, торговля горшками и заработки по местным экономиям, на поденную работу в экономиях ходят даже бабы и молодые девки».
К 1930-м годам в Велико-Михайловском районе был Жигайловский сельский совет (село, 2 деревни и 2 хутора) с центром — село Жигайловка.
К началу 1960-х годов в Жигайловский сельсовет входило уже 7 населенных пунктов Велико-Михайловского района.
В декабре 1962 года район был ликвидирован, но Жигайловский сельсовет сохранился — уже в составе Корочанского района.
В 1997 году село Жигайловка — центр Жигайловского сельского округа (3 села, 3 хутора) в Корочанском районе.

## Население
X ревизия (1857—1859 годы) записала в Жигайлове «425 душ мужского пола».
В 1885 году на хуторе имелся 961 житель (512 мужского и 449 женского пола).
В 1932 году в селе Жигайловке — 1274 жителя.
В 1979 году в селе Жигайловке было около 500 жителей; к 1989 году их число выросло до 582 (250 мужчин, 332 женщины). В 1997 году — 220 личных хозяйств, 632 жителя.
| 2002 | 2010 |
| ---- | ---- |
| 579  | ↗590 |

### Известные жители
- Гордиенко, Иван Власович (р. 1936) — геолог, член-корреспондент Российской академии наук (1997).
- Затынайченко, Иван Иванович (1919—1977) — гвардии старший лейтенант, Герой Советского Союза (1945).

## Инфраструктура
Развито сельское хозяйство.
Отделение почтовой связи № 309234.
Обелиск в честь земляков, не вернувшихся с фронтов Великой Отечественной войны.

## Транспорт
Жигайловка доступна автотранспортом. Остановка общественного транспорта «Жигайловка».